# Pałac w Świebodzicach
Pałac w Świebodzicach (niem. Hugoschloss)  – zabytkowy pałac w Świebodzicach – mieście na Dolnym Śląsku, w województwie dolnośląskim, w powiecie świdnickim.
Budowę pałac rozpoczął Ernest Hugo von Kramsta (1826-1860), żonaty z Maria z domu Seidel (Seydel). Od jego nazwiska zwany jest Hugoschloss. Obiekt ukończono w 1875 w stylu renesansu angielskiego, następnie sprzedany Robertowi Seidelowi, właścicielowi lokalnego browaru.